# Королевский австралийский бронетанковый корпус
Королевский австралийский бронетанковый корпус (англ. Royal Australian Armoured Corps (RAAC)) — род войск сухопутных войск Австралии, обеспечивающий бронетанковый потенциал Сил обороны Австралии. Бронетехника сочетает в себе огневую мощь, мобильность, защиту и сетевую ситуационную осведомленность для создания ударной силы и превосходства в ближнем бою. Бронетехника является важным элементом общевойскового подхода, применяемого австралийской армией.
Королевский австралийский бронетанковый корпус берёт свое начало от Австралийского танкового корпуса (Australian Tank Corps), который был сформирован в 1928 году. Австралийский бронетанковый корпус был сформирован 9 июля 1941 года для управления персоналом, основной функцией которого является эксплуатация, инструктаж или управление боевыми бронированными машинами (ББМ) сухопутных войск. В результате растущей механизации армии, 8 мая 1942 года бронетанковый корпус поглотил Австралийскую лёгкую конницу — австралийскую кавалерию времён Первой мировой войны. Бронетанковый корпус получил приставку «королевский» в 1948 году в знак признания его службы во время Второй мировой войны.
Сегодня RAAC оказывает административную поддержку своим членам, выполняющим функции танковых войск. В его состав входят четыре полка регулярной армии и пять полков армейского резерва. RAAC является старшим родом войск в армии и хранителем обычаев и традиций австралийских кавалеристов.

## Роль
Роль Королевского австралийского бронетанкового корпуса заключается в обнаружении, идентификации, уничтожении или захвате противника, днем или ночью, в сочетании с другими видами вооружений, используя огонь и манёвр.

## Организация
Для выполнения этой роли и связанных с ней функций подразделения Королевского австралийского бронетанкового корпуса (RAAC) организованы следующим образом:
Бронекавалерия (Armoured Cavalry) — содержит один танковый, два кавалерийских и вспомогательных эскадрона (эквивалентных роте), которые обеспечивают ближний бой, разведку, наблюдение и охрану боевой бригады.
Лёгкая кавалерия (Light Cavalry) — содержит лёгкий кавалерийский эскадрон и эскадроны защищённой мобильности (на минозащищённых бронеавтомобилях), которые обеспечивают конную и пешую разведку, наблюдение, охрану и защищённую мобильность боевой бригады.
До 2014 года каждый регулярный полк выполнял определенную роль, при этом 1-й бронетанковый полк был единственным подразделением австралийской армии, оснащенным основными боевыми танками (ОБТ), а 2-й кавалерийский полк и 2-й/14-й лёгкий конный полк (квинслендская конная пехота) были оснащены машинами ASLAV для ведения бронетанковой разведки. После реализации плана «Беершеба» эти единые роли были изменены; каждый из трёх регулярных полков получил эскадрон танков M1A1 Abrams, эскадрон бронетранспортёров M113 и эскадрон ASLAV и был переведён в интегрированную структуру.

## Оснащение
По состоянию на январь 2020 года подразделения RAAC, в основном, оснащены следующими типами машин:
- M1A1 Abrams (Integrated Management Situational Awareness (AIM SA) Abrams) — основной боевой танк, которым оснащены полки регулярной армии.
- ASLAV[англ.] — боевая разведывательная машина, которой оснащены полки регулярной армии.
- M113AS4 — представляет собой модернизированный бронетранспортёр M113, которым оснащены танковые эскадроны полков регулярной армии, выполняющие вспомогательные функции.
- M88A2 Hercules — Hercules — бронированная ремонтно-эвакуационная машина, которой оснащены полки регулярной армии.
- Bushmaster — минозащищённый бронеавтомобиль, используемый в полках армейского резерва.
- Mercedes Benz G-Wagon 6 × 6 в настоящее время заменяет версии Land Rover Perentie в роли машины наблюдения и разведки (SRV) в полках армейского резерва.

## Обучение
Школа бронетехники (School of Armour) обеспечивает боевую подготовку солдат австралийской армии и отдельных лиц из-за рубежа. Она разрабатывает и проводит тактическую и техническую подготовку бронетанковых экипажей, специализирующихся на бронетанковой (MBT) или кавалерийской (CRV) карьере, а также квалификацию по бронетанковой мобильности (Armoured Mobility (APC)). Обучение в Школе бронетехники проводится в следующих «крыльях»:
- крыло связи (Communications Wing)
- крыло корпусной подготовки (Corps Training Wing)
- крыло вождения и обслуживания (Driving and Servicing Wing)
- пушечное крыло (Gunnery Wing)
- крыло тактики (Tactics Wing)
- крыло боевого командования (Combat Command Wing) — обучение тактике всех младших боевых офицеров австралийской армии.

В RAAC могут служить и служат как солдаты, так и офицеры мужского и женского пола в качестве бронетанкового экипажа.

## Формирования

### Регулярная армия
- 1-й бронетанковый полк[англ.] — бронекавалерия
- 2-й кавалерийский полк — бронекавалерия
- 2-й/14-й лёгкий конный полк (квинслендская конная пехота)[англ.] — бронекавалерия
- Школа бронетехники (School of Armour) — учебный полк
  - Эскадрон B, 3-го/4-го кавалерийского полка[англ.] — эскадрон учебной поддержки в составе Школы бронетехники в Общевойсковом учебном центре[англ.]
- Директорат систем боевых бронированных машин (Directorate of Armoured Fighting Vehicle Systems)

### Армейский резерв
- 1-й/15-й королевский новоюжноуэльский уланский полк[англ.] — лёгкая кавалерия (кавалерия на минозащищённых бронеавтомобилях)
- 4-й/19-й лёгкий конный полк принца Уэльского[англ.] — лёгкая кавалерия (кавалерия на минозащищённых бронеавтомобилях)
- 12-й/16-й хантеррецкий уланский полк[англ.] — лёгкая кавалерия (кавалерия на минозащищённых бронеавтомобилях)
- Эскадрон А 3-го/9-го лёгкого конного полка (южноавстралийские конные стрелки)[англ.] — эскадрон лёгкой кавалерии
- 10-й лёгкий конный полк[англ.] — лёгкая кавалерия (кавалерия на минозащищённых бронеавтомобилях)

## Боевая история
- Ливия: 1940—1941[9]
- Палестина: 1941[9]
- Кипр: 1941[9]

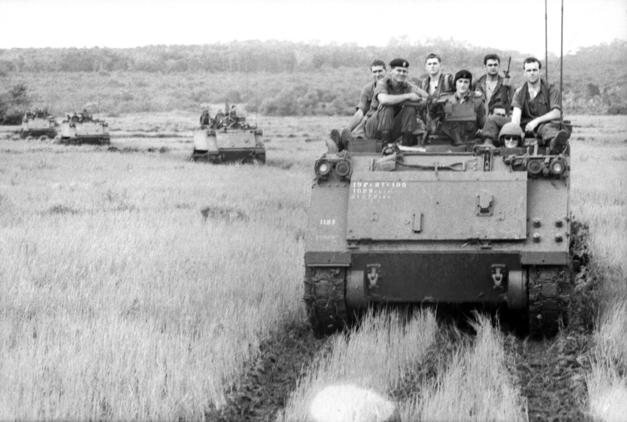
M113 из 1-го эскадрона бронетранспортёров перевозит солдат 6-го батальона Королевского австралийского полка в ходе Вьетнамской войны.

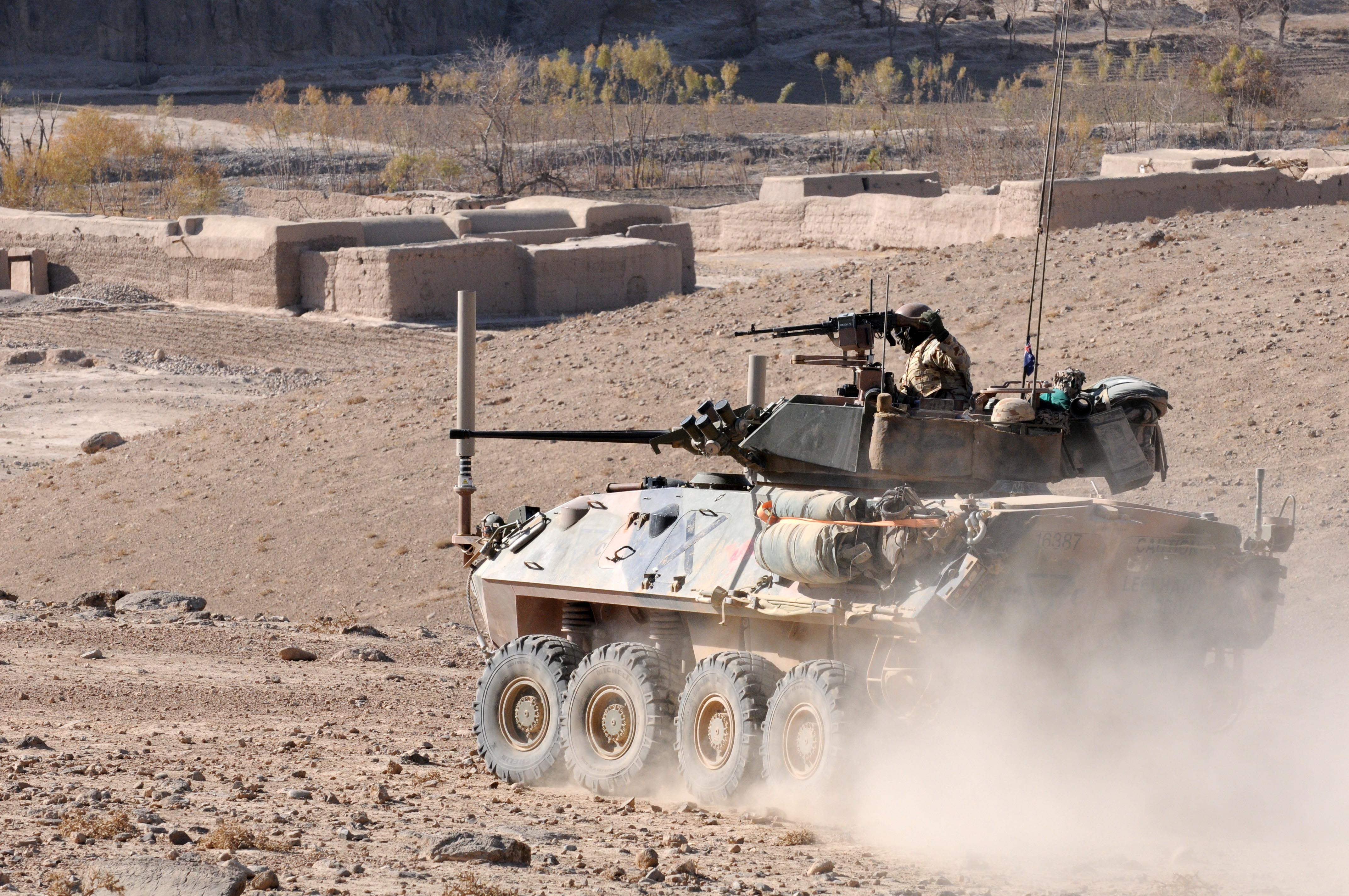
ASLAV в Афганистане, 2010 год.

- Сирийско-Ливанская операция: 1941—1942[9]
- Egypt: 1942—1943[9]
- Австралия: 1941—1945[9]
- Новогвинейская кампания: 1941—1945[9]
- Бугенвильская кампания: 1944—1945[9]
- Борнейская операция: 1944—1945[9]
- Оккупация Японии: 1946—1949[9]
- Вьетнамская война: 1965—1971[10]
- Восточный Тимор: 1999—2010[11]
- Иракская война: 2003—2008
- Война в Афганистане: 2006—2012